# Paul McCracken

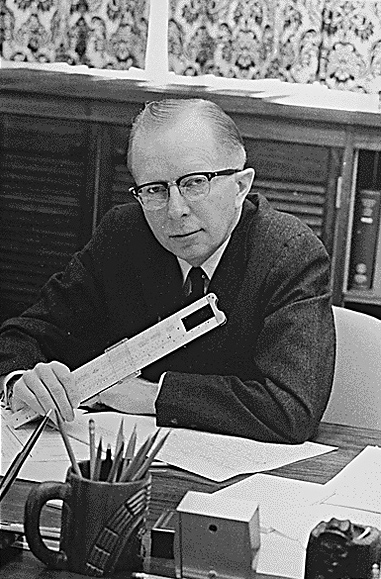
Paul McCracken (1969)

Paul Winston McCracken (* 29. Dezember 1915 in Richland, Keokuk County, Iowa; † 3. August 2012 in Ann Arbor, Michigan) war ein US-amerikanischer Wirtschaftswissenschaftler, Hochschullehrer und Wirtschaftsmanager, der auch Vorsitzender des Council of Economic Advisers war.

## Leben
Nach dem Schulbesuch studierte er zunächst Mathematik am William Penn College in Oskaloosa und beendete dieses 1937 mit einem Bachelor of Arts (B.A. Mathematics). Ein anschließendes postgraduales Studium der Wirtschaftswissenschaft an der Harvard University schloss er 1942 mit einem Master of Arts (M.A. Economics) ab und erwarb dort 1948 darüber hinaus einen Philosophiae Doctor (Ph.D. Economics). Im Anschluss übernahm er 1948 eine Professur für Wirtschaftswissenschaft an der University of Michigan und lehrte dort bis 1969 an der Graduate School of Business Administration, wobei er zuletzt zwischen 1965 und 1969 wegen einer Beratertätigkeit für den Council of Economic Advisers freigestellt war. Später war er zusätzlich Mitglied des Präsidialrates des Berea College in Berea, Kentucky.
Neben seiner Lehrtätigkeit war er zwischen 1956 und 1959 Mitglied des Council of Economic Advisers sowie später von 1969 bis 1971 dessen Vorsitzender. In dieser Funktion war er einer der engsten wirtschaftspolitischen Berater von Präsident Richard Nixon. 1971 kehrte er an die University of Michigan zurück und war an dieser bis zu seiner Emeritierung Edmund Ezra Day University Professor of Business Administration. Darüber hinaus war er während der Präsidentschaft von Ronald Reagan zwischen 1981 und 1986 Mitglied von dessen Beratungsgremium für Wirtschaftspolitik (President’s Advisory Board on Economic Policy).
Daneben war er für zahlreiche wirtschaftliche und politische Institutionen tätig und unter anderem Forschungsdirektor der Federal Reserve Bank of Minneapolis, Wirtschaftswissenschaftler im Handelsministerium und Vorsitzender des National Bureau of Economic Research (NBEA). Des Weiteren engagierte er sich im American Enterprise Institute (AEI) als Interimspräsident 1986, im American Institute of Certified Public Accountants (AICPA), im Council on Foreign Relations sowie im Mackinac Center for Public Policy, einer in Midland (Michigan) ansässigen Denkfabrik, die sich insbesondere mit dem Freien Markt befasst.
McCracken übernahm schließlich auch Aufgaben in der Privatwirtschaft und war unter anderem Mitglied der Boards of Directors von Dow Chemical, Johnson Controls, Lincoln National, Sara Lee und Texas Instruments.
Er starb am 3. August 2012 im Alter von 96 Jahren und hinterlässt zwei Töchter. Seine Frau verstarb bereits im Jahre 2005.